# Josep Betalú Constantino
Josep Betalú Constantino (Amposta, España, 21 de octubre de 1977) es un deportista español que compite en ciclismo de montaña conocido por ganar cuatro años consecutivos la Titan Desert.
Montó un taller mecánico en su ciudad natal, en las Tierras del Ebro, que cerró a finales de la década del 2010 para convertirse en un profesional del ciclismo.
Además de ganar cuatro Titan Desert consecutivas, de los años 2016 al 2019, también es el único que ha ganado en tres ocasiones seguidas la Ruta de los Conquistadores de Costa Rica en los años 2017, 2018 y 2019. En mayo de 2020 realizó la Ruta –de 300 km y 9.000 metros de desnivel– en solitario, sin parar, en poco más de 17 horas y bajo una lluvia constante, obteniendo de paso su cuarta victoria consecutiva en la carrera centroamericana.
Anteriormente, en el ciclismo de ruta, se proclamó campeón de la Vuelta a Castellón (en 2012 y 2013) y fue subcampeón de la Vuelta a Cantabria de 2012, entre otras competencias ciclistas amateur.

## Palmarés internacional
| Titan Desert: - 2016 - campeón - 2017 - campeón - 2018 - campeón - 2019 - campeón - 2020 - subcampeón | Ruta de los Conquistadores: - 2017 - campeón - 2018 - campeón - 2019 - campeón - 2020 - campeón |